# Ernst Adolph Mueller
Ernst Adolph Mueller (* 4. August 1832 in Döllstädt; † 10. November 1913 in Gotha) war ein deutscher Jurist und Mitglied des Deutschen Reichstags.

## Leben

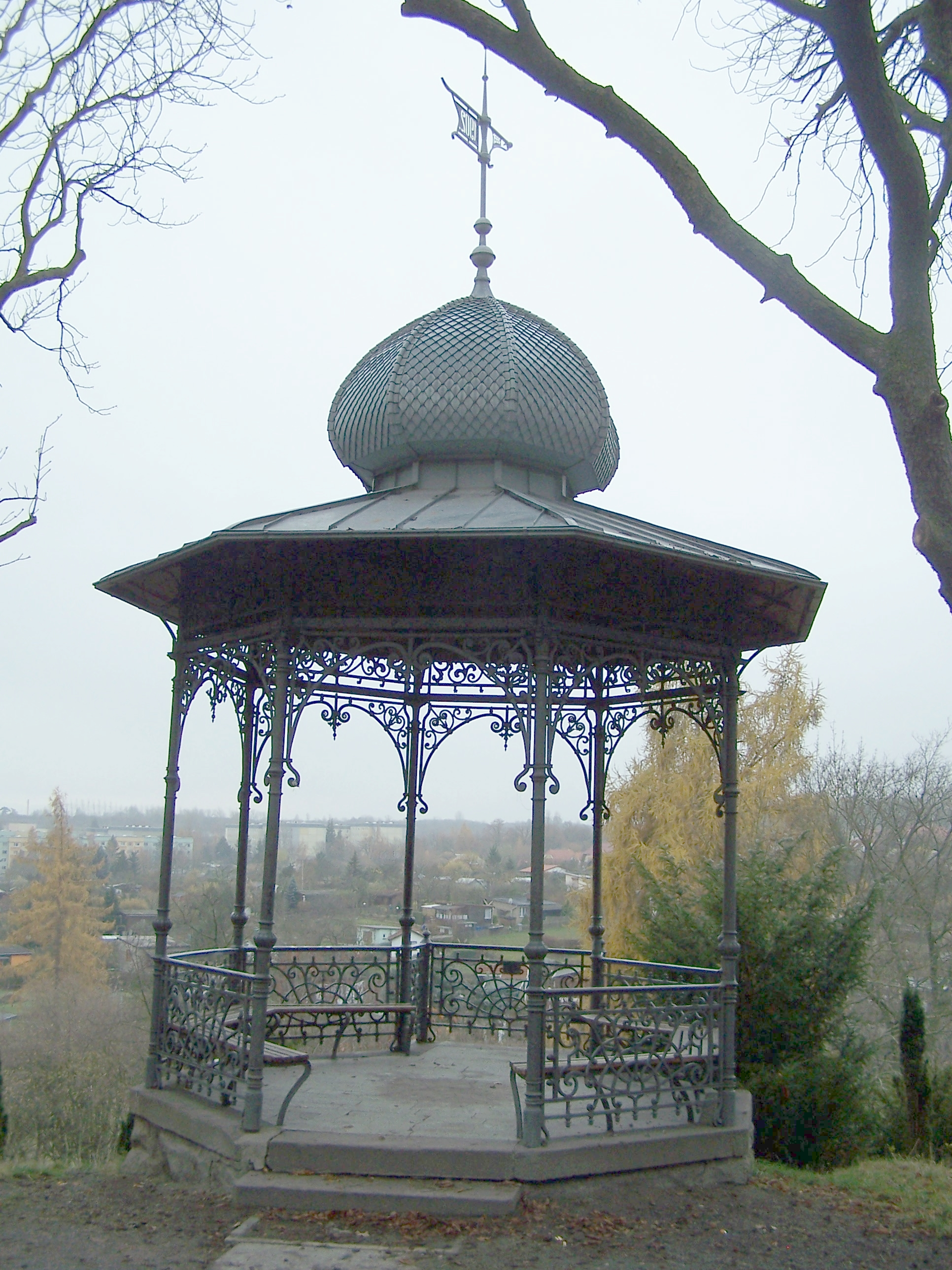
Müller-Tempel (1902) am Krahnberg in Gotha

Mueller wurde von seinem Vater (Superintendent in Döllstädt) unterrichtet und besuchte ein Jahr die Erziehungsanstalt Schnepfenthal und das Gymnasium in Gotha. Er studierte Rechtswissenschaften an der Universität Jena. Zuerst war er beim Justizamt Thal beschäftigt, von 1858 ab Special-Kommissär in Gotha. Er trat 1862 aus dem Staatsdienst aus und praktizierte als Rechtsanwalt. Er unternahm umfangreiche Reisen und war zeitweise Mitglied des Deutschen Nationalvereins.
Von 1869 bis 1872 sowie von 1873 bis 1876 war er Mitglied des Landtags von Sachsen-Coburg und von 1878 bis 1881 des Deutschen Reichstags für den Reichstagswahlkreis Herzogtum Sachsen-Coburg-Gotha 2 und die Deutsche Fortschrittspartei.